# Eva Ramstedt
Eva Julia Augusta Ramstedt, född 15 september 1879 i Stockholm, död 11 september 1974, var en svensk fysiker.
Hon var dotter till överståthållaren Johan Ramstedt och Henrika Torén.
Eva Ramstedt studerade vid Uppsala universitet, där hon blev filosofie kandidat 1904, filosofie licentiat 1908 och filosofie doktor 1910. Därefter fortsatte hon 1910–1911 till Sorbonne i Paris, där hon bl.a. studerade för Marie Curie, som 1911 tilldelades Nobelpriset i kemi.
Ramstedt var 1913–1914 vikarierande amanuens vid Nobelinstitutet för fysikalisk kemi, 1915–1932 docent i radiologi vid Stockholms högskola, 1919–1945 lektor i matematik och fysik vid Folkskoleseminariet i Stockholm och 1927–1928 laborator i fysik vid Stockholms högskola.
Hon blev 1920 vice ordförande i styrelsen för Stockholms hushållstekniska mellanskola och var dess ordförande 1930–1939. Hon var 1921–1937 sekreterare i Sällskapet Nya Idun, 1922–1930 vice ordförande i Akademiskt bildade kvinnors förening och blev 1920 ordförande i dess internationella kommitté. Hon var ledamot av statens studielånenämnd 1944.
Hon tilldelades 1942 medaljen Illis quorum meruere labores i 8:e storleken.